# 폴리네시아인
폴리네시아인(영어: Polynesians)은 폴리네시아의 원주민이다. 오스트로네시아어족 말레이폴리네시아어파에 속한 폴리네시아어군 언어를 사용하며, 피부는 옅은 갈색 또는 짙은 갈색이고, 키가 크며 연한 검은색 곱슬머리를 가졌다. 어로ㆍ농경에 종사하며 사냥에 능하다.

## 인종적 특징
폴리네시아인은 꽤 키가 큰 편이고, 밝은 피부색과 직모 또는 곱슬머리가 특징이다. 물리적인 거리와 각 섬을 분할하고 있는 개빙 구역에도 불구하고 폴리네시아인들은 비슷한 외모와 문화를 공유하고 있다. 이는 폴리네시아인들이 섬에 정착한 후 상대적으로 최근에 각 섬으로 흩어졌기 때문으로 여겨진다.

## 문화적 특징
폴리네시아인 사회는 대부분이 피라미드와 같은 구조를 기반으로 하고 있으며, 통치자, 지도자 및 공유지로 구성되어 있다. 이들은 마나라고 부르는 통치자가 종교적 힘을 갖고 있으며 실제적인 신의 연장선상으로 생각한다. 폴리네시아인들은 주요 생계 활동으로 감자와 빵나무 재배와 같은 농업과 어업에 종사하고 있다.
일반적인 특징이 있는 가하면 폴리네시아 섬에 정착한 원주민들은 섬의 크기와 자원, 기후에 영향을 받아 다양한 문화를 이루어냈다. 가령 하와이와 통가에서는 생사여탈권을 가진 절대적인 추장이 다스리는 원시적인 국가체제가 이루어져 수만 명의 인구를 부양했으며, 이들은 추장의 무덤이나 거대한 신전 같은 기념물을 세우기도 하였다. 반면에 뉴질랜드의 마오리족은 자원은 풍부했지만 부족들이 나뉘어 소규모 부족들이 할거하고 있었으며 채텀 제도의 모리오리족은 아남극권의 한랭한 기후로인해 농사를 짓지 못하고 수렵채집으로 삶을 이어가는 기술적 퇴보현상을 겪어야 했다.
폴리네시아인들은 수천 년간에 걸쳐 천천히 태평양 도서에 자리 잡았지만, 일단 정착하고 나서는 그들의 본국과 연락이 끊어져 더 이상 교류가 이루어지지 않는 특징을 갖는다. 가령 마오리족은 자신들이 하와이키에서 왔다고 여기지만 정작 하와이키가 어디인지 아는 사람은 한명도 없고, 언어학적으로 볼 때 마오리족과 타히티의 마오히족은 서로 연관이 있지만 그들 간의 문화교류는 없었던 것으로 알려지고 있다.

## 유래
태평양 폴리네시아 제도에 사람이 처음 살기 시작한 것은 약 3천년 전으로 여겨진다. 고고학적 증거와 언어 및 유전학 연구를 통해 지금까지 가장 널리 받아들여진 이들의 유래에 대한 가설은 약 4천년 전 타이완에서 시작돼 남쪽과 동쪽으로 간 이주민들 가운데 후기 행렬에 속한다는 것이다. 그러나 영국과 호주, 중화민국 과학자들은 미국 인류 유전학저널 최신호에 실린 연구 보고서에서 이들이 타이완섬에서 유래했다는 가설이 옳지 않은 것으로 입증됐다고 밝혔다. 이들의 연구에 따르면 현재 폴리네시아 주민들의 조상은 6천~8천년 전 지금의 뉴기니와 가까운 여러 섬에 이미 자리잡고 살던 아시아 본토 이주민들로 밝혀졌다.
200여 년 전 유럽인들이 태평양을 탐험한 후 처음으로 폴리네시아인들을 발견하였을 때 이들은 여전히 석기 시대와 같은 삶을 영위하고 있었다.
석기 시대의 삶을 살고 있는 사람들이 어떻게 드넓은 태평양 바다를 오고 갈 수 있는 것인가에 대한 많은 사람들의 의문을 가져왔다. 폴리네시아인들이 이러한 여정에 대한 그들만의 일화를 갖고 있지만 연구와 분석을 통해 이러한 이야기의 진위 여부를 판가름하는 것에 어려움이 있었다. 그 이유는 문자 언어의 부재로 인해 이야기가 구전되어 오는 동안 상당히 많은 부분이 생략되어 있거나 허구적으로 기술되었기 때문이다.

## 같이 보기
- 폴리네시아
- 폴리네시아
- 폴리네시아어군
- 대만 원주민
- 오스트로네시아족
- 멜라네시아인